# Диего Лопес
Диего Лопес Родригес (на испански: Diego López Rodríguez, произношение на испански: [djeɣo lopeθ]; роден на 3 ноември 1981 г.) е бивш испански професионален футболист, който играеше като вратар.

## Кариера
Той става популярен като играч на Виляреал, с които играе в повече от 200 официални срещи в продължение на пет сезона. През зимата на 2013 г. се завръща в Реал Мадрид. През август 2014 г. преминава в италианския Милан с договор за 4 години до 2018 година.